# 吉尔吉斯斯坦共产党 (1999年)
吉尔吉斯斯坦共产党是吉尔吉斯斯坦的一个共产主义政党。该党成立于1999年8月29日，分裂自吉尔吉斯斯坦共产党人党。该党的意识形态是共产主义、马克思列宁主义。该党的政治立场是极左翼。该党的书记是克拉拉·阿吉别科娃。该党的总部位于比什凯克。该党是苏联共产党 (2001年)和世界反帝国主义纲领的成员。